# 사정근
사정근(四正勤, Four Right Exertions)은 불교의 37조도품의 하나이다. 네 가지 바른 부지런함이란 뜻이다.

## 내용
선법(善法)을 더욱 자라게 하고, 악법(惡法)을 멀리 여의려고 부지런히 수행하는 네 가지 법을 말한다.
- 첫째 이미 생긴 악을 없애려고 부지런함
- 둘째 아직 생기지 않은 악은 미리 방지하려고 부지런함
- 셋째 이미 생긴 선을 더욱 더 자라게 하려고 부지런함
- 넷째 아직 생기지 않은 선은 생기도록 부지런함

## 같이 보기
- 보리 (불교)
- 참선
- 오근
- 팔정도
- 붓다고사